# Städtisches Spiel- und Festhaus (Worms)

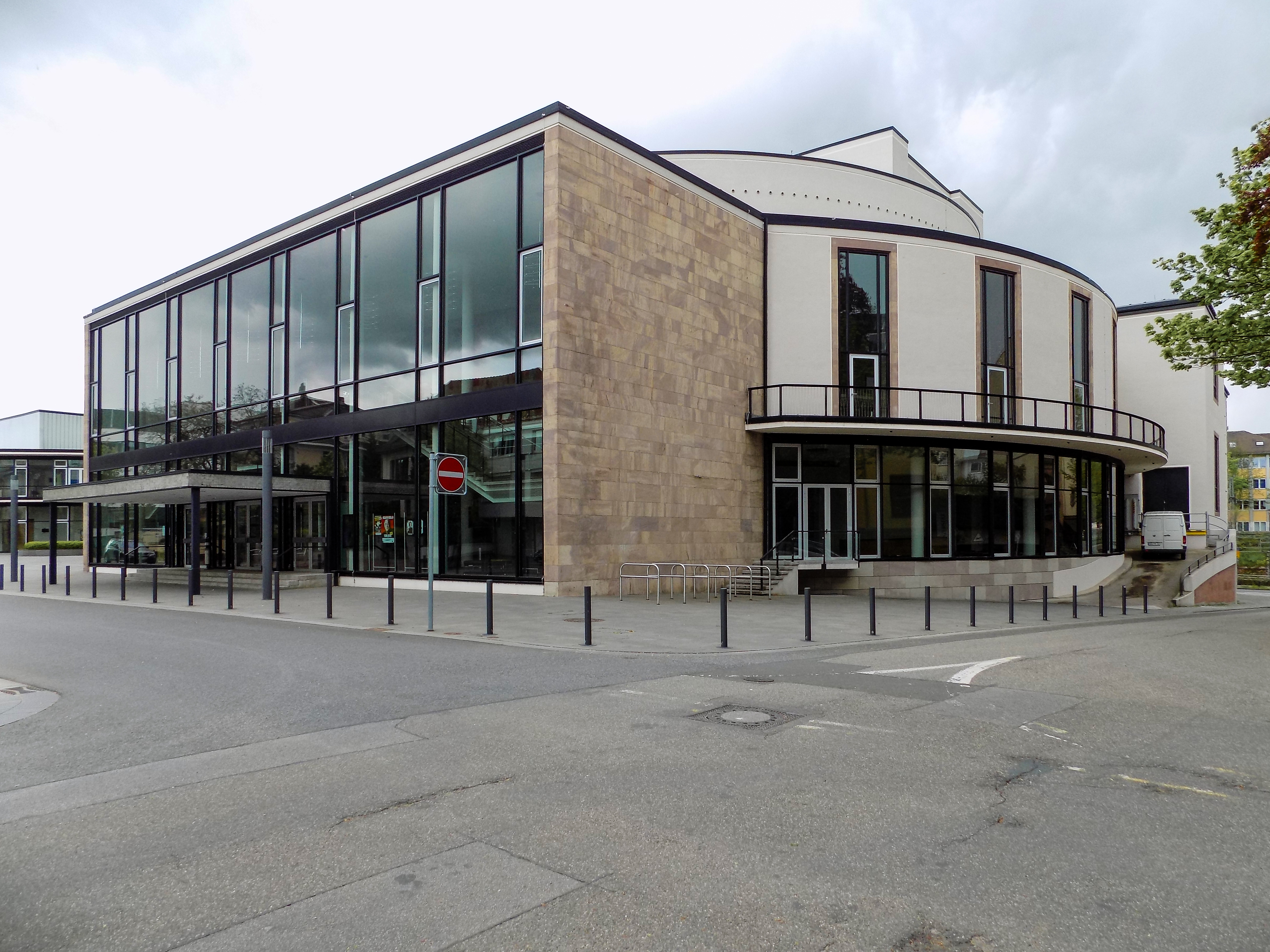
Theatersaal des Städtischen Spiel- und Festhauses in Worms von 1966

Städtischen Spiel- und Festhauses in Worms von 1889

Das Städtische Spiel- und Festhaus war ein Theater- und Veranstaltungsgebäude in Worms. Es wurde 1889 eingeweiht. Der Theatersaal wurde im Zweiten Weltkrieg zerstört und 1966 in modernen Formen neu errichtet. Die Nebengebäude mit Gastronomietrakt wurden in den 2000er Jahren für den Neubau des Kultur- und Tagungszentrums Das Wormser abgebrochen, der denkmalgeschützte Theatersaal in dieses integriert.

## Das Theater von 1889

### Voraussetzungen
Bis 1889 war in Worms ein Saal im Gasthaus „Wilder Mann“ wichtigste Spielstätte für Theateraufführungen.
Die Initiative zum Bau des Theaters ging von drei befreundeten Männern aus: Friedrich Wilhelm Schoen (1848–1949), einem theaterbegeisterten Großindustriellen, dem Schriftsteller Hans Herrig (1845–1892) und dem Architekten Otto March (1845–1913). Sie machten sich das damals diskutierte Konzept einer Volksbühne zu Eigen, die das Ziel verfolgte, möglichst jedem den Theaterbesuch zu ermöglichen. Die Eintrittspreise sollten deshalb niedrig gehalten werden was insbesondere durch eine einfache Bühnentechnik erreicht werden sollte. Auf die für Opernaufführungen erforderliche Ausstattung sollte, ebenso wie auf ein eigenes Ensemble, verzichtet werden. Äußerer Anstoß für den Bau war, dass sich die Aufführung von Herrigs „Luther“ anlässlich Martin Luthers 400. Geburtstag 1883 mangels geeigneter Aufführungsstätte – sie wurde in der Dreifaltigkeitskirche improvisiert – als schwierig erwiesen hatte.

### Planung und Bau

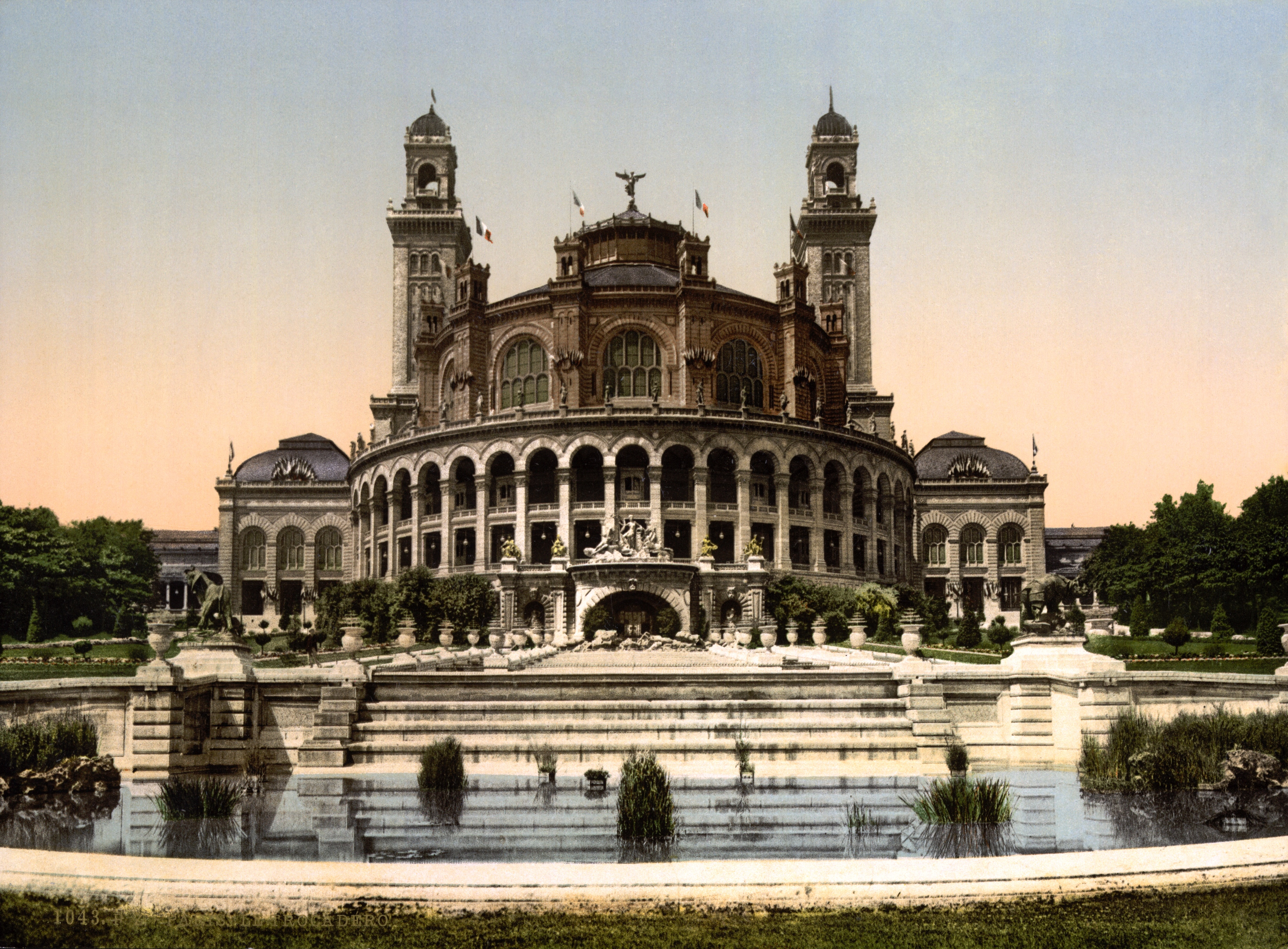
Vorbild: Das Palais du Trocadéro in Paris

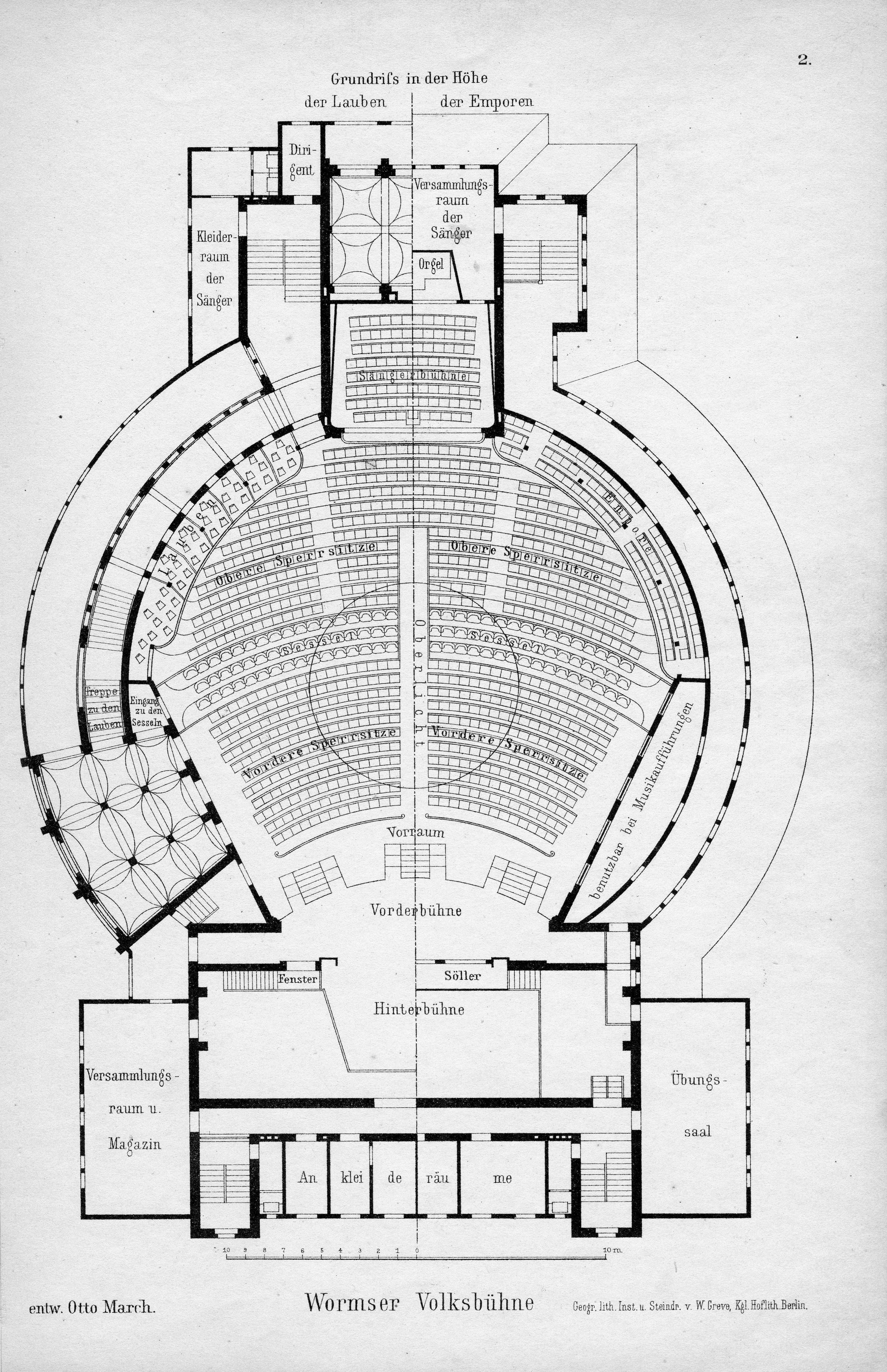
Grundriss des Spiel- und Festhauses in Worms von 1889

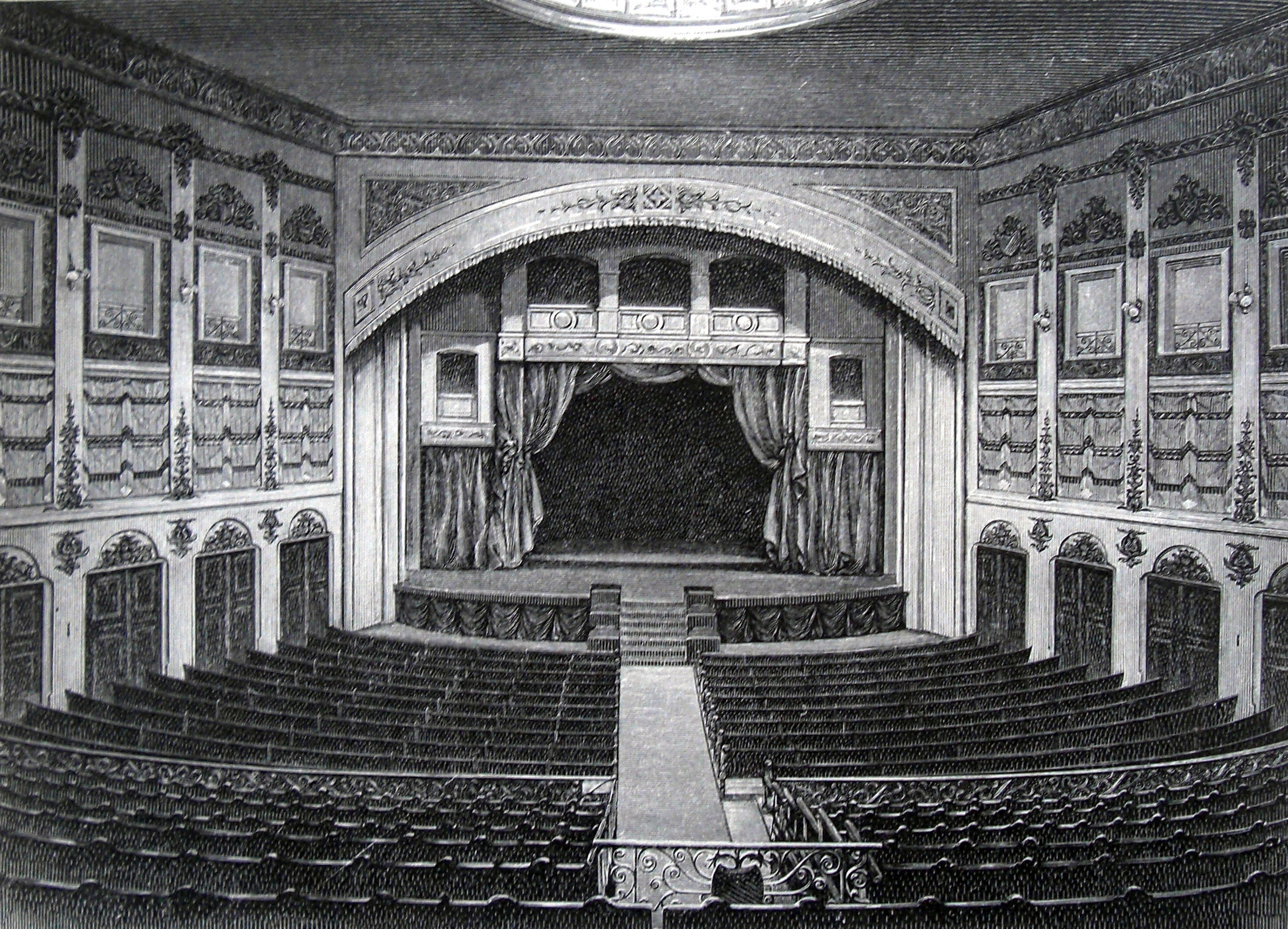
Innenansicht des Spiel- und Festhauses in Worms um 1890

Nach etwa zweijähriger Diskussion einigten sich die drei Initiatoren darauf, sich an einem Grundriss für ein Orpheum, einer Halle für Gesangsdarbietungen, des französischen Architekten Gabriel Davioud zu orientieren. Der Entwurf von Davioud wurde in dieser Form zwar nie umgesetzt, in verkleinertem Maßstab aber als Palais du Trocadéro in Paris gebaut. Für die bescheideneren Wormser Verhältnisse wurde das Vorbild nochmal verkleinert.
Ein Spendenaufruf vom 25. März 1887 in der Presse machte die Überlegungen der Initiatoren öffentlich. Dieser erste Spendenaufruf brachte innerhalb von zwei Monaten mehr als 200.000 Mark zusammen, wobei die Baukosten sich letztendlich auf 665.000 Mark beliefen. Friedrich Wilhelm Schoen fungierte als Bauherr, Otto March als Architekt und der Landesherr, Großherzog Ludwig IV. von Hessen und bei Rhein, wurde Schirmherr des Projekts. Schoen erwarb auf eigene Kosten ein Baugelände zwischen der inneren Stadtmauer und der Bahnstrecke Mainz–Mannheim, etwas südlich des Hauptbahnhofs. Er konnte den Architekten, Regierungsbaumeister und späteren Straßburger Dombaumeister Ludwig Arntz als Bauleiter gewinnen.
Die ersten Arbeiten wurden im Januar 1888 ausgeschrieben. Die feierliche Grundsteinlegung musste aufgrund der Staatstrauer ausfallen, da in der ersten Jahreshälfte in nur dreimonatigem Abstand Kaiser Wilhelm I. und dann Kaiser Friedrich starben. In der baulichen Ausführung war zwischenzeitlich auch ein Fachwerkbau erwogen worden, um Kosten zu sparen. Da sich die Finanzierung aber sehr günstig entwickelte, wurde davon wieder Abstand genommen. Das Gebäude wurde in neuromanischem Stil ausgeführt; es sollte durch Monumentalität wirken und besaß deshalb nur sehr sparsamem Skulpturenschmuck: Das städtische Wappen im Giebel über dem Eingang, zwei Löwen an beiden Seiten der Balkonbrüstung und ein Relief mit Siegfried und dem Drachen am Festsaalflügel. Am 29. Januar 1889 fand das Richtfest statt, am 20. November 1889 wurde das Städtische Spiel- und Festhaus eingeweiht.
Es zeichnete sich durch den kreisförmigen Grundriss des Zuschauerraumes aus, in den die Vorderbühne (14 × 4,5 m) hineinragte und damit von allen Stellen des Zuschauerraums eine gute Sicht gewährte. Umgeben war der Zuschauerraum von zwei Rängen. Die Vorderbühne war abbaubar. Dann konnte das Haus als übliche „Guckkastenbühne“ bespielt werden. Den Raum der Vorderbühne konnte dann entweder ein kleines Orchester einnehmen oder es konnten dort zusätzliche Zuschauerplätze eingerichtet werden. Die Bühnentechnik war einfach gehalten – auch um dem zeitgenössischen „Kulissenwesen“, worunter die Initiatoren die im Laufe des 19. Jahrhunderts fortschreitende Perfektionierung des Bühnenbildes und seine Annäherung an die Realität verstanden, einen Reformansatz entgegenzusetzen. Gegenüber der Bühne, auf der Rückseite des Zuschauerraums, war eine Empore für einen Chor von 100 Sängern und eine Orgel eingebaut. Die Beleuchtung erfolgte über eine Laterne in der Kuppel des Zuschauerraums, entweder mit Tageslicht oder bei Dunkelheit mit elektrischer Beleuchtung. Das Haus hatte 1200 Sitzplätze. Der Theaterbau wurde um einen Flügel mit Festsaal ergänzt, der sich entlang der Bahnhofsstraße nach Süden erstreckte.

### Betrieb
Das Städtische Spiel- und Festhaus wurde mit dem Stück „Drei Jahrhunderte am Rhein“, das Hans Herrig extra für den Anlass geschrieben hatte, am 20. November 1889 eingeweiht. Das Stück war kein Erfolg. Die Wormser verpassten ihm den Spottnamen „Drei Jahrhunderte Langeweile“.
Das Spiel- und Festhaus befand sich zur Eröffnung bereits in der Regie der Stadtverwaltung, wurde formal aber erst durch einen Stadtratsbeschluss vom 21. Februar 1893 von der Stadt Worms übernommen. Am 8. Dezember 1889 beehrte der neue Kaiser, Wilhelm II., das Haus mit seinem Besuch, dem ersten Besuch eines deutschen Kaisers in Worms seit mehr als 300 Jahren. Die erste Oper, die im Spiel- und Festhaus aufgeführt wurde, war in der Spielzeit 1890/91 der Troubadour von Giuseppe Verdi, gefolgt von Der Freischütz von Carl Maria von Weber.
In der Praxis bewährte sich die vorgeschobene Vorderbühne des „Volkstheaters“ nicht. Das von den Initiatoren propagierte „Volksschauspiel“ kam in der Aufführungspraxis selten vor. Inszenierungen gastierender Bühnen, etwa des Großherzoglichen Hoftheaters aus Darmstadt oder das Mainzer Stadttheaters, waren für „Guckkasten-Bühnen“ konzipiert. Sie konnten mit der kulissenfreien Vorderbühne nichts anfangen und die Technik der Hinterbühne blieb weit unter den Standards, die in den heimischen Spielstätten zur Verfügung stand. Deshalb wurde die Vorderbühne 1906 endgültig aufgegeben und abgebaut. Die Hinterbühne wurde leicht erweitert und mit – zunächst unbeweglichen – Portaltürmen versehen. Bewegliche Portaltürme erhielt die Bühne erst 1920. Auf der verbliebenen Hinterbühne wurden die Aufführungen nun in der überkommenen Form der „Guckkastenbühne“ inszeniert. Das Volksschauspiel-Konzept der Initiatoren war damit aufgegeben.
In Folge einer Brandstiftung brannte das Bühnenhaus 1932 ab. In der erstaunlich kurzen Zeit von nur zwei Jahren gelang es, in der wirtschaftlich schweren Zeit, maßgeblich gestützt auf Spenden, die zerstörte Anlage zu ersetzen und mit einer modernen Bühne zu versehen. So wurde etwa eine Drehbühne eingebaut.

### Zerstörung
Im Zweiten Weltkrieg wurde das Theatergebäude am 21. Februar 1945 bei einem alliierten Luftangriff auf Worms schwer beschädigt. Der Zuschauerraum brannte vollständig aus, die Außenwand stürzte zu einem erheblichen Teil ein und deren verbliebene Teile konnten nicht mehr erhalten werden. Sie wurden in den 1960er Jahren abgebrochen. Auch das Bühnenhaus wurde schwer beschädigt, blieb aber in seinen wesentlichen Teilen erhalten. Mit den geringsten Schäden durchstand der Gebäudeflügel, in dem sich Festsaal und Gastronomie befanden, den Krieg.

## Das Theater von 1966

### Neuanfang

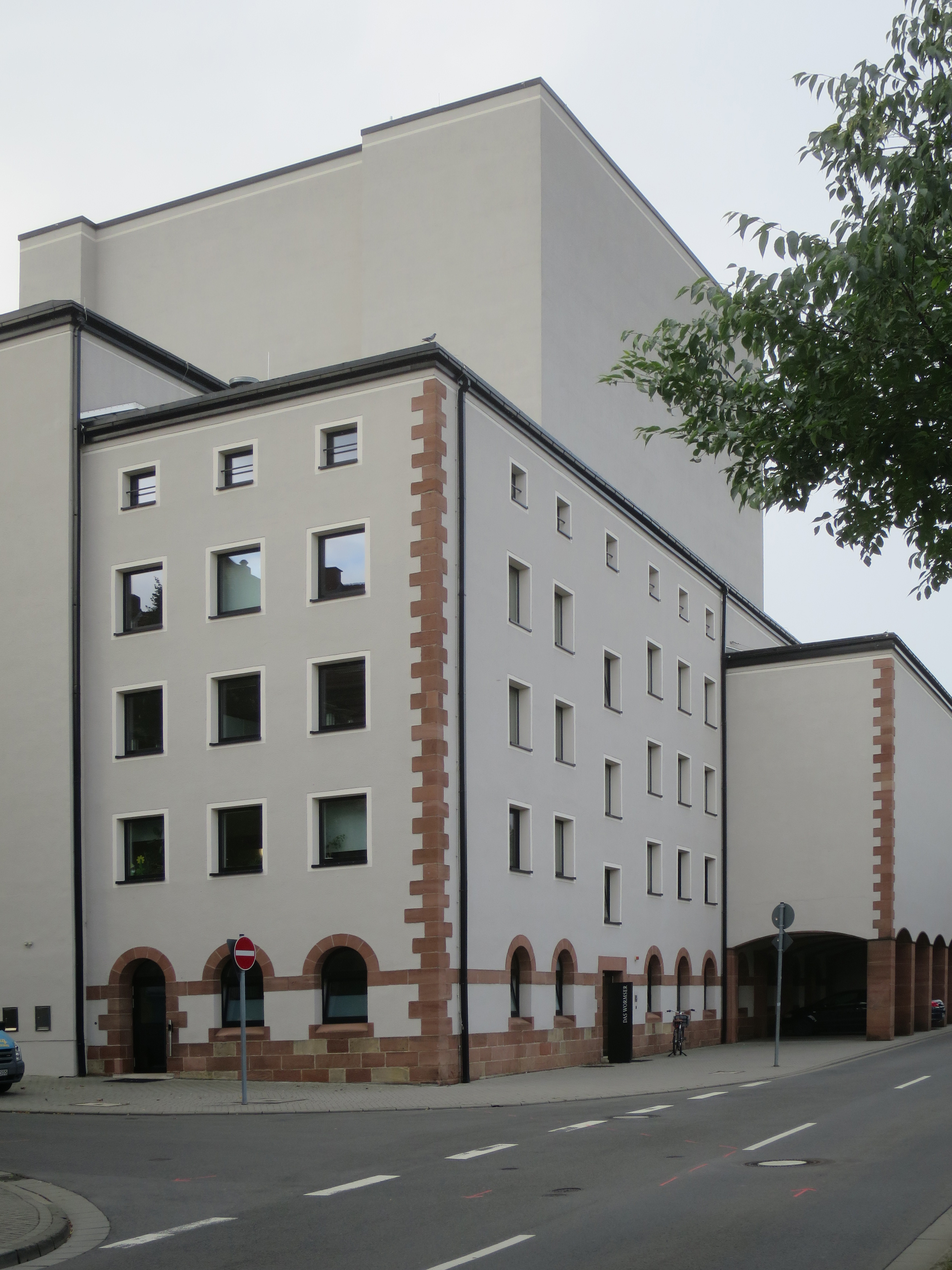
Nordwestecke des Gebäudes, das Reste der Bausubstanz des Vorgängergebäudes einbezieht.

Der weitgehend erhaltene Flügel mit dem Festsaal („Mozartsaal“) diente ab 1946 als Spielstätte. In diesen Jahren bestand sogar ein eigenes Ensemble, das 1954 wegen des hohen finanziellen Defizits, das es verursachte, aufgelöst wurde. In der Spielzeit 1946/47 wurde Iphigenie auf Tauris von Johann Wolfgang von Goethe aufgeführt. Der Festsaaltrakt wurde in den 2000er Jahren für den Neubau des Mozartsaals abgerissen.
Kurz nach der Währungsreform begann die Diskussion um ein neues Theater. Verschiedene Möglichkeiten wurden erwogen: Wiederaufbau, Ersatz durch eine Mehrzweckhalle, Bau an anderer Stelle. Der „Wiederaufbauwerk e. V.“ bildete dazu 1949 einen eigenen Ausschuss, um die Diskussion zu kanalisieren, das Projekt voranzubringen und Spenden zu sammeln. Die Stadtverwaltung sah sich daraufhin bemüßigt, einen Architekturwettbewerb auszuschreiben, dessen Ergebnis am 1. März 1950 veröffentlicht wurde. Den ersten Preis gewann das Architekten-Büro Peter Höbel und Dipl. Ing. H. C. Brinkmann.
Die Stadtverwaltung befand aber, dass keiner der Entwürfe geeignet war, umgesetzt zu werden, und übertrug die Aufgabe, den Bau eines Theaters zu prüfen, dem Stadtbauamt. Auch die Finanzierung gestaltete sich schwierig, trotz einer eigens für das Projekt veranstalteten Lotterie und ab 1951 bis 1966 einer Sonderabgabe auf Eintrittskarten zu vergnügungssteuerpflichtigen Veranstaltungen. Im Übrigen prüfte die Stadtverwaltung weiter das Vorhaben.

### Planung und Bau
Aber erst als der Landtag von Rheinland-Pfalz 1960 einen Zuschuss zusagte, stellte 1961 auch die Stadt Geld für den Wiederaufbau bereit und ihr Hochbauamt legte einen Vorentwurf vor. Da das Hochbauamt der Stadt wegen der laufenden zahlreichen Bauvorhaben nicht noch ein weiteres Großprojekt betreuen konnte, wurde ein Teil der Aufgaben dem Gewinner des ersten Preises aus dem Ideenwettbewerb von 1950 übertragen, dem Architekten-Büro Peter Höbel und Dipl. Ing. H. C. Brinkmann.
Am 3. März 1961 beschloss die Stadt, die aufgehenden Teile der Ruine abzubrechen. Sie wurde abgetragen und die Fundamente des Vorgängerbaus zum Teil wiederverwendet. Die Baugenehmigung wurde am 18. Mai 1962 erteilt.
Die Sitzplatzzahl wurde auf etwa 800 reduziert, auf die rückwärtige Sängertribüne im Zuschauerraum wurde verzichtet. Dies erlaubte eine großzügige Gestaltung des Innenraumes, der insgesamt die Form eines geschlossenen Zylinders seines Vorgängerbaus wahrt. Um diesen Baukörper wurde ringförmig das Foyer angelegt, dessen Außenwand überwiegend Glasflächen bilden. Dies geschah unter bestmöglicher Nutzung des überkommenen Grundstücks, das wegen der angrenzenden Straßen nicht vergrößert werden konnte. Die Baukosten beliefen sich auf 10,8 Mio. Deutsche Mark. Der Bühnenturm wies zum einen weit mehr Schäden auf, als zunächst angenommen, zum anderen musste er erhöht werden, um für die neue Bühne auszureichen. So wurde der Sanierungsaufwand sehr viel höher, als ursprünglich kalkuliert. Im Übrigen wurde der überkommene Bühnentrakt in erheblichem Umfang wiederverwendet.

### Wissenswert
Bei der Ausstattung ist ein 90 m2 großer Gobelin im Foyer hervorzuheben, der anlässlich der Wiedereröffnung des Theaters 1966 hergestellt wurde, Szenen aus der Nibelungensage zeigt und mit Mitteln bezahlt wurde, die der „Wiederaufbauwerk e.V.“ gesammelt hatte, die aber beim Theaterbau selbst nicht mehr zum Einsatz kamen.
Das Theatergebäude ist ein Kulturdenkmal aufgrund des Denkmalschutzgesetzes des Landes Rheinland-Pfalz.

### Betrieb
Am 6. November 1966 wurde dieses neue Theatergebäude eingeweiht. Zur Eröffnung wurde Don Giovanni von Wolfgang Amadeus Mozart aufgeführt.